# Charles S. Thomas
Charles Spalding Thomas (ur. 6 grudnia 1849 w Darien w stanie Georgia, zm. 24 czerwca 1934 w Denver) – amerykański polityk, działacz Partii Demokratycznej, prawnik.

## Życiorys
Podczas wojny secesyjnej walczył w Armii Stanów Skonfederowanych. Od 1899 do 1901 pełnił funkcję gubernatora stanu Kolorado. W latach 1913–1921 był senatorem 3. klasy z Kolorado.
W 1873 poślubił Emmę Gould Fletcher. Para miała pięcioro dzieci. 